# Leonardo Nam

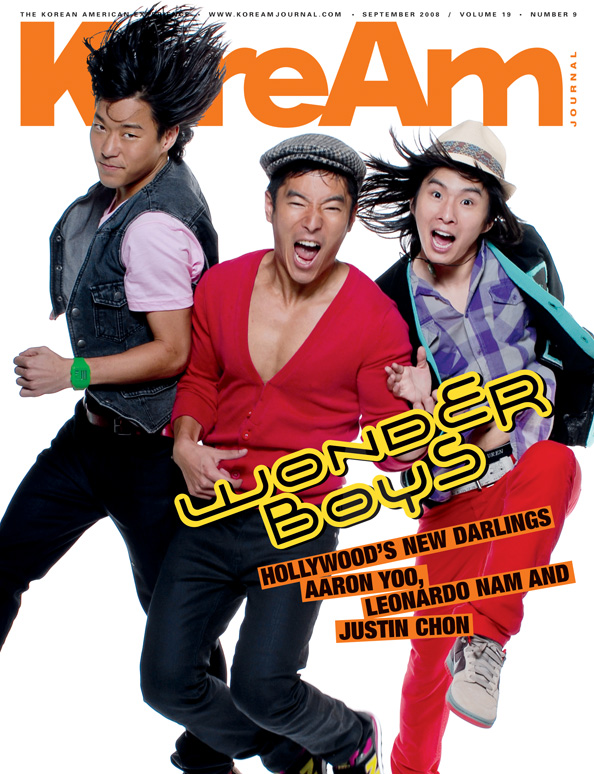
Leonardo Nam auf dem Cover des KoreAm zusammen mit Justin Chon und Aaron Yoo (2008)

Leonardo Nam (* 5. November 1979 in Buenos Aires) ist ein argentinisch-australischer Schauspieler koreanischer Abstammung.

## Leben und Karriere
Leonardo Nam wurde in der argentinischen Hauptstadt Buenos Aires als eines von drei Kindern koreanischer Immigranten geboren. Als er sechs Jahre alt war, zogen sie nach Sydney in Australien. Nach der Schule nahm er ein Studium der Architektur an der University of New South Wales auf, bevor er mit 19 nach New York City zog, um Schauspieler zu werden.
Seit 2001 ist er als Schauspieler aktiv. Er wirkte zunächst in einigen Kurzfilmen mit, bevor er Nebenrollen in Filmen wie The Fast and the Furious: Tokyo Drift oder 8 Blickwinkel übernahm. 2005 spielte er die Rolle des Brian McBrian in Eine für 4. Auch in der Fortsetzung aus dem Jahr 2008 Eine für 4 – Unterwegs in Sachen Liebe wirkte er wieder mit.
Neben seinen Filmrollen tritt Nam auch regelmäßig in Gastrollen in US-Serien, wie Bones – Die Knochenjägerin, CSI: Vegas, Royal Pains, Stalker, Hawaii Five-0 oder The Flash auf. Seit 2016 spielt er die Rolle des Technikers Felix Lutz in der HBO-Serie Westworld.

## Filmografie (Auswahl)
- 2001: Target Practice (Kurzfilm)
- 2002: Hacks
- 2002: Meridian
- 2002: Nobody’s Perfect
- 2004: Voll gepunktet (The Perfect Score)
- 2005: Eine für 4 (The Sisterhood of the Traveling Pants)
- 2005: Little Athens
- 2006: The Fast and the Furious: Tokyo Drift
- 2006: 10 Items or Less – Du bist wen du triffst (10 Items or Less)
- 2007: American Pastime
- 2008: Half-Life
- 2008: 8 Blickwinkel (Vantage Point)
- 2008: Eine für 4 – Unterwegs in Sachen Liebe (The Sisterhood of the Traveling Pants 2)
- 2009: Er steht einfach nicht auf Dich (He’s Just Not That Into You)
- 2009: Crossing Over
- 2009: Bones – Die Knochenjägerin (Bones, Fernsehserie, Episode 5x04)
- 2010: CSI: Vegas (CSI: Crime Scene Investigation, Fernsehserie, Episode 10x13)
- 2011: Franklin & Bash (Fernsehserie, Episode 1x03)
- 2012: Einmal ist keinmal (One for the Money)
- 2013: Nice Girls Crew (Fernsehserie, 3 Episoden)
- 2013–2014: Betas (Fernsehserie, 4 Episoden)
- 2014: Murder of a Cat
- 2014: Royal Pains (Fernsehserie, Episode 6x07)
- 2014: Stalker (Fernsehserie, Episode 1x08)
- 2015: Someone Else
- 2016–2020: Westworld (Fernsehserie)
- 2017: Hawaii Five-0 (Fernsehserie, Episode 8x04)
- 2018: Disjointed (Fernsehserie, Episode 1x20)
- 2018: Happy Anniversary
- 2018: The Flash (Fernsehserie, 2 Episoden)
- 2019: Sneaky Pete (Fernsehserie, 3 Episoden)
- 2019: Swamp Thing (Fernsehserie, 4 Episoden)
- 2020: MacGyver (Fernsehserie, 2 Episoden)
- 2022: Werewolf by Night
- 2022: Maggie (Fernsehserie)